# René Bernards

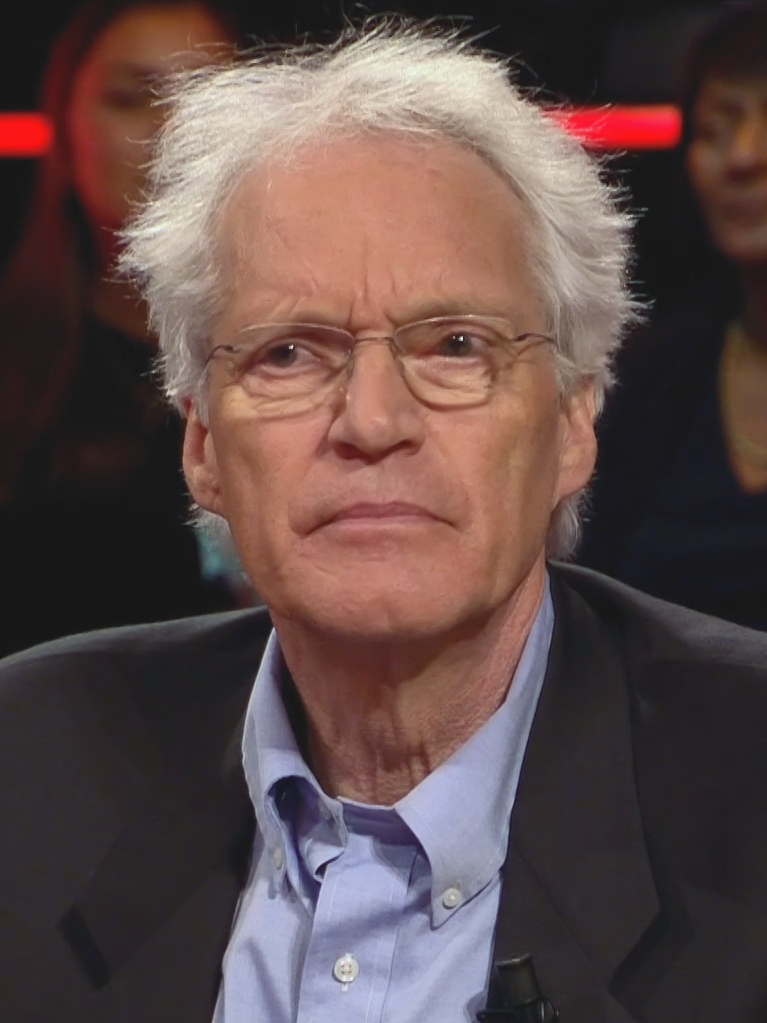
René Bernards (2018)

René Bernards (* 4. Januar 1953 in Bussum) ist ein niederländischer Krebsforscher.
Bernards studierte ab 1972 Medizin und Biologie an der Universität Amsterdam mit dem Abschluss in medizinischer Biologie 1980 und wurde 1984 bei Alex van der Eb an der Universität Leiden promoviert (Transformation and oncogenicity by human adenoviruses). Als Post-Doktorand war er 1985 bis 1988 am Whitehead-Institut für biomedizinische Forschung des MIT bei Robert Allan Weinberg. 1988 bis 1994 war er Assistant Professor an der Harvard University. Ab 1992 war er Leiter der Abteilung molekulare Karzinogenese am Niederländischen Krebsforschungszentrum in Amsterdam und ab 1994 Professor für molekulare Karzinogese an der Universität Utrecht.
Er entwickelte neue Techniken in der Krebsdiagnose und -behandlung. Zum Beispiel entwickelte er eine DNA-Micro-Array-Technik, um aus dem Genexpressionsmuster die Bösartigkeit (Fähigkeit zur Metastasenbildung) von Brustkrebserkrankungen vorherzusagen. Außerdem entwickelte er eine Methode der Blockade von Genexpression mit RNA-Interferenz mit Anwendung auf die Krebsbehandlung.
2005 erhielt er den Spinoza-Preis. Er ist Mitglied der EMBO, der Academia Europaea (2005), der American Association for the Advancement of Science, der Königlich Niederländischen Akademie der Wissenschaften, der American Academy of Arts and Sciences und der National Academy of Sciences sowie Auswärtiges Mitglied der Royal Society. 2004 erhielt er den Josephine Nefkens Preis für Krebsforschung.
2003 gründete er die Biotechnologie-Firma Agendia.